# Otto Fritzler
Federico Otto Fritzler, conocido simplemente como Otto Fritzler (Bella Vista, Partido de San Miguel, Buenos Aires, 7 de febrero de 2003), es un piloto argentino de automovilismo de velocidad. Desarrolló su carrera deportiva compitiendo principalmente en categorías de turismos de la Asociación Corredores de Turismo Carretera.
Debutó profesionalmente en el año 2018 en la Fórmula Metropolitana, contando con apenas 15 años de edad. A mitad de temporada, fue convocado para competir en la Fórmula Nacional. Tras su paso por los monopostos, inició su trayectoria en turismos al debutar en el TC Pista Mouras, donde en su primera temporada compitió logrando tres triunfos finales y finalizando el torneo en quinta posición. Sus resultados lo hicieron acreedor de un ascenso a la divisional TC Mouras, donde volvió a perfilarse como candidato al título, logrando un nuevo ascenso de divisional.
Para el año 2021, debutó en la divisional TC Pista, donde se presentó compitiendo al comando de un Ford Falcon del equipo de Emanuel Moriatis. A pesar de haber demostrado un rendimiento similar a sus participaciones en las divisiones anteriores, compitió una temporada más dentro de esta divisional, conquistando el título y erigiéndose como el máximo ganador de la temporada con 5 triunfos. Tales pergaminos le valieron definitivamente su ascenso al Turismo Carretera, donde el 21 de mayo de 2023 en el Autódromo Internacional de Termas de Río Hondo se convirtió en el 221.º ganador diferente del historial de ganadores del TC. Al mismo tiempo, en esta temporada se produjo su debut dentro de la categoría TC Pick Up, donde compitió al comando de una Nissan Frontier del equipo de Walter Alifraco.
Para 2024, Fritzler anunció su incorporación a la estructura Pradecon Racing para encarar la temporada del Turismo Carretera, cambiando por primera vez de marca al subirse a un Dodge Cherokee. Al mismo tiempo, ratificó su compromiso dentro de la TC Pick Up, al comando de la Nissan Frontier del equipo de Alifraco.

## Bíografía
Iniciado en el ámbito del karting, Otto Fritzler debutó profesionalmente en el año 2018, ingresando a la escuadra AA Racing Team de la Fórmula Metropolitana. Ya en su primera experiencia profesional, obtuvo su primera victoria el 9 de octubre de dicho año,  lo que le permitió pelear por el campeonato palmo a palmo, finalizando en la tercera posición, por detrás de Marcos Landa y Agustín Martínez, campeón y subcampeón respectivamente. Sus primeras acciones en esta categoría, lo llevaron a ser convocado a mitad de temporada para competir en la Fórmula Renault 2.0, por el equipo Croizet Racing.
En 2019 comenzó a desarrollar su carrera en categorías de turismo, al debutar en la división TC Pista Mouras de la Asociación Corredores de Turismo Carretera. Su debut se produjo al comando de un Ford Falcon del equipo Quilmes Plas Racing, con el cual el piloto Lucas Granja se proclamó campeón en la temporada anterior. Al igual que en las categorías de monoplazas, Fritzler volvió a demostrar su potencial ganador alcanzando su primera victoria el 9 de junio de en el Autódromo Roberto Mouras de La Plata, donde mayortariamente se desarrollan las competencias de esta divisional. Su desempeño en esta categoría lo llevó a clasificar a la instancia de definición del torneo, donde a pesar de conquistar tres victorias en el año, sus resultados alcanzaron solamente para cerrar el torneo en quinta colocación, aunque sus resultados fueron recompensados con uno de los ascensos a la divisional TC Mouras, para la temporada siguiente.
A la par de su incursión en el TC Pista Mouras, a mitad de temporada fue invitado para competir en la división Clase A de la categoría Procar 4000. En esta categoría arrancó participando en una competencia especial de relevos, siendo invitado por el veterano Armando Ciccale, quien lo llevó a pilotear un Chevrolet Chevy del equipo FF Racing. Dicha competencia, Fritzler cerró la carrera de invitados con un triunfo. Tras esta competencia, fue nuevamente invitado a correr aunque en esta oportunidad, en calidad de titular y sustituyendo temporalmente a Ciccale. Su incursión en la categoría sería de dos competencias, logrando una poleposition en su segunda presencia. Además de este paso por el Procar 4000, Fritzler fue invitado a competir en la categoría Porsche GT3 Cup Trophy Argentina, donde formó parte del Programa de Apoyo para Jóvenes Talentos. Por tal motivo, compitió en las últimas 6 carreras del año, siendo parte del minitorneo de Jóvenes Talentos. En dicha categoría, Fritzler se alzó con dos triunfos finales que le permitieron proclamarse campeón del minitorneo y ser acreedor de una beca para competir en la siguiente temporada.
En 2020, su debut en el TC Mouras llegó con novedades, ya que además de confirmar su ingreso a la divisional, anunció su incorporación al equipo de Emanuel Moriatis, siempre sobre un Ford. Esta temporada se vería signada por la reducción de actividades ocurrida a causa de la declaración de cuarentena en el territorio argentino, a raíz del brote pandémico mundial de COVID-19. En esta temporada, Fritzler desarrolló un torneo con muchos altibajos, cerrando con una victoria en la última fecha, aunque lejos de la posibilidad de obtener el título que quedaría en manos de Christian Iván Ramos. Aun así, su victoria en la última fecha volvió a significar un nuevo ascenso dentro de las divisiones de ACTC.
En 2021, además de ratificar su continuidad con el Moriatis Competición, anunció su llegada a la divisional TC Pista. En sus primeras acciones dentro de la divisional, penaría con el rendimiento de su unidad, la cual a pesar de demostrar rendimientos superlativos en las jornadas de clasificación, terminaba decayendo durante el desarrollo de la final del domingo. Aun así terminaría por lograr su primera victoria en la categoría el 8 de agosto en el Circuito San Juan Villicum, logrando además una victoria más dentro de una de las divisiones de ACTC. Este resultado, terminó por abrirle las puertas a la clasificación a la definición del campeonato.

## Resumen de carrera
| Temporada                      | Categoría                                                  | Equipo               | Automóvil         | Carreras | Victorias | Poles  | VR     | Podios | Puntos | Pos.   |
| ------------------------------ | ---------------------------------------------------------- | -------------------- | ----------------- | -------- | --------- | ------ | ------ | ------ | ------ | ------ |
| 2018                           | Fórmula Metropolitana                                      | AA Racing Team       | Crespi 25-Renault | 23       | 1         | 9      | 0      | 4      | 238    | 3.º    |
| 2018                           | Formula Renault 2.0                                        | Croizet Racing       | Tito 02-Renault   | 2        | 0         | 0      | 0      | 0      | 5      | 30.º   |
| 2019                           | TC Pista Mouras                                            | Quilmes Plas Racing  | Ford Falcon       | 15       | 3         | 6      | 5      | 3      | 527    | 5.º    |
| 2019                           | Procar 4000, Clase A                                       | FF Racing            | Chevrolet Chevy   | 3        | 1         | 0      | 1      | 0      | 15     | 34.º   |
| 2019                           | Porsche GT3 Cup Trophy Argentina - Torneo Jóvenes Talentos | N/A                  | Porsche 911 GT3   | 6        | 2         | 6      | 1      | 2      | 106    | 1.º    |
| 2020                           | TC Mouras                                                  | Moriatis Competición | Ford Falcon       | 8        | 1         | 3      | 0      | 2      | 219.5  | 9.º    |
| 2021                           | TC Pista                                                   | Moriatis Competición | Ford Falcon       | 14       | 0         | 3      | 2      | 1      | 426.5  | 8.º    |
| 2022                           | TC Pista                                                   | Moriatis Competición | Ford Falcon       | 15       | 5         | 7      | 1      | 4      | 737    | 1.º    |
| 2023                           | Turismo Carretera                                          | Moriatis Competición | Ford Falcon       | 14       | 1         | 2      | 1      | 1      | 229.5  | 21.º   |
| 2023                           | TC Pick Up                                                 | Alifraco Sport       | Nissan Frontier   | 5        | 0         | 0      | 0      | 0      | 129    | 24.º   |
| 2024                           | Turismo Carretera                                          | Pradecon Racing      | Dodge Cherokee    | 2        | 0         | 0      | 0      | 0      | 51.50  | 9.º    |
| 2024                           | TC Pick Up                                                 | Alifraco Sport       | Nissan Frontier   | 2        | 0         | 0      | 0      | 0      | 56     | 11.º   |
| Fuente:                        | [ 17 ]                                                     | [ 17 ]               | [ 17 ]            | [ 17 ]   | [ 17 ]    | [ 17 ] | [ 17 ] | [ 17 ] | [ 17 ] | [ 17 ] |
| En cursiva: Temporada en curso |                                                            |                      |                   |          |           |        |        |        |        |        |

## Palmarés
| Título  | Categoría                                                  | Marca           | Año  |
| ------- | ---------------------------------------------------------- | --------------- | ---- |
| Campeón | Porsche GT3 Cup Trophy Argentina - Torneo Jóvenes Talentos | Porsche 911 GT3 | 2019 |
| Campeón | TC Pista                                                   | Ford Falcon     | 2022 |